# 大日本帝国憲法第56条
大日本帝国憲法第56条（だいにほん/だいにっぽん ていこくけんぽう だい56じょう）は、大日本帝国憲法第4章にある。

## 現代風の表記
枢密顧問は、枢密院官制の定めるところにより、天皇の諮問に応え、重要な国務を審議する。